# Метод міцелярно-полімерного заводнення
Метод міцелярно-полімерного заводнення (рос. метод мицеллярно-полимерного заводнения; англ. method of micellar-polymer flooding; нім. Methode f des Micellarpolymerflutens) — метод діяння на нафтовий пласт, оснований на витісненні нафти облямівкою міцелярного розчину, просування якого по пласту здійснюється водним розчином полімеру і водою; міцелярний розчин складається з нафтоводяних агрегатів — міцел, в середині яких молекули нафти і води втрачають здатність переміщуватися одна відносно одної; основні компоненти розчину — вуглеводнева рідина, вода і ПАР.